# Cebus versicolor
Cebus versicolor  (лат.) — вид приматов семейства цепкохвостых обезьян, обитающих в Южной Америке.

## Классификация
Ранее рассматривался в качестве подвида белолобого капуцина.  В 2013 году был поднят до ранга вида.

## Описание
Шерсть на спине, предплечьях и верхней части ног красноватая, в остальном более светлая. На макушке шерсть тёмно-коричневая, на лбу, щеках, горле и по бокам лица более светлая. Длина тела между 45 и 50 см, длина хвоста от 42 до 45 см.

## Распространение
Населяет низинные влажные леса и пальмовые болота на севере Колумбии в долине реки Магдалена.

## Статус популяции
Международный союз охраны природы присвоил этому виду охранный статус «Вымирающий».